# Тодор Дойчинов
Тодор Дойчинов, известен като Морава, е гръцки партизанин и деец на НОФ.

## Биография
Роден е през 1919 година в Енидже Вардар. Става член на Федерацията на комунистическата младеж, Гръцката комунистическа партия (1942) и НОФ.
От 1945 година е нелегален. Престоява в лагера Булкес, Югославия. През ноември 1945 година се връща в Егейска Македония и взема участие в Гражданската война. През декември 1945 година правителството на Гърция обявява братята Тодор и Александър Дойчинови за разбойници и определя награда от 200 000 драхми за залавянето или убиването им. От март 1946 година Тодор Дойчинов е секретар на околийския комитет на НОФ за Ениджевардарско.
Убит е на 29 март 1947 година Дойчинов заедно с група другари са предадени от кмета на село Крушари, обградени от гръцки правителствени сили и Дойчинов се самовзривява с бомба. Тялото му е изложено няколко дни на площада в Енидже Вардар с цел сплашване на населението.